# محمد نشید
محمد نشید (زاده ۱۷ مهٔ ۱۹۶۷) سیاست‌مدار، فعال محیط‌زیست و دانشمند علوم دریایی اهل مالدیو است. وی یکی از بنیان‌گذاران حزب دمکراتیک مالدیو است و از سال ۲۰۰۸ تا ۲۰۱۲ رئیس‌جمهور این کشور بود.
نشید در دوران حکومت سی سالهٔ مأمون عبدالقیوم بارها زندانی شد و در سال ۲۰۰۸ موفق شد در اولین انتخابات رقابتی تاریخ مالدیو عبدالقیوم را شکست دهد. وی در دور اول با ۲۴٫۹۱٪ آراء در رتبه دو قرار گرفته بود ولی در دور دوم با حمایت نامزدهای شکست خورده موفق به دریافت ۵۴٫۲۵٪ آراء شد.
نشید در انتخابات هفتم سپتامبر ۲۰۱۳ به پیروزی رسید، اما دیوان عالی نتیجه انتخابات را به دلیل تخلف باطل اعلام کرد و برگزاری مجدد انتخابات به ۱۹ اکتبر موکول شد که دادگاه‌ها و پلیس مانع برگزاری آن شدند و نامزدها در نهایت در برابر فشار کشورهای خارجی از جمله آمریکا، انگلیس و کانادا تسلیم شده و موافقت خود را برای برگزاری انتخابات اعلام کردند.
نشید در دوران حکومت خود تلاش زیادی برای جلب توجه بین‌المللی به موضوع گرمایش کره زمین و لزوم کاهش انتشار گازهای گلخانه‌ای داشت. وی در ۷ فوریه ۲۰۱۲ در پی اعتراضات گسترده داخلی از مقام خود استعفا داد. وی روز بعد از آن مدعی شد که استعفای او به زور تفنگ‌های افسران پلیس و ارتش صورت گرفته‌است.